# Olympische Jugend-Sommerspiele 2010/Teilnehmer (Aserbaidschan)
| Gelbes Symbol für Goldmedaillen mit stilisierten Olympischen Ringen | Graues Symbol für Silbermedaillen mit stilisierten Olympischen Ringen | Braundes Symbol für Bronzemedaillen mit stilisierten Olympischen Ringen |
| ------------------------------------------------------------------- | --------------------------------------------------------------------- | ----------------------------------------------------------------------- |
| 5                                                                   | 3                                                                     | —                                                                       |

Aserbaidschan nahm an den I. Olympischen Jugend-Sommerspielen vom 14. bis 26. August 2010 in Singapur teil. Obwohl der Kader nur aus zwölf Athleten (darunter elf Jungen und ein Mädchen) bestand, gewannen diese insgesamt acht Medaillen und belegten damit den 12. Platz im Medaillenspiegel.

## Athleten nach Sportarten

### Boxen
Jungen
- Salman Əlizadə
Halbfliegengewicht: Silber
- Şaban Şahpələngov
Fliegengewicht: 6. Platz
- Elvin İsayev
Federgewicht: Silber

### Gewichtheben
Jungen
- Nischat Rachimow
Leichtgewicht: Gold

### Judo
Jungen
- Cəlil Cəlilov
Klasse bis 66 kg: 9. Platz
Mixed: 9. Platz (im Team München)

### Kanu
Jungen
- Radoslav Kutsev
Kanu-Einer Sprint: 6. Platz
Kanu-Einer Slalom: 6. Platz

### Ringen
| Mädchen - Patimat Bəhəmmədova Freistil bis 52 kg: Gold | Jungen - Murad Bazarov Griechisch-römisch bis 42 kg: Gold - Elman Muxtarov Griechisch-römisch bis 50 kg: Gold - Kənan Quliyev Freistil bis 54 kg: Silber - Əli Məhəmmədəbirov Freistil bis 100 kg: Gold |

### Taekwondo
Jungen
- Səbuhi İsmayılzadə
Klasse bis 73 kg: 9. Platz